# Gène Hanssen
Gène Hanssen (sinh ngày 9 tháng 1 năm 1959) là một cầu thủ bóng đá người Hà Lan.

## Sự nghiệp câu lạc bộ
Gène Hanssen đã từng chơi cho Verdy Kawasaki.

## Thống kê câu lạc bộ

### J.League
| Đội            | Năm       | J.League | J.League | J.League Cup | J.League Cup | Tổng cộng | Tổng cộng |
| Đội            | Năm       | Trận     | Bàn      | Trận         | Bàn          | Trận      | Bàn       |
| -------------- | --------- | -------- | -------- | ------------ | ------------ | --------- | --------- |
| Verdy Kawasaki | 1993      | 18       | 3        | 0            | 0            | 18        | 3         |
| Tổng cộng      | Tổng cộng | 18       | 3        | 0            | 0            | 18        | 3         |